# Essertes
Essertes é uma comuna da Suíça, situada no distrito do Lavaux-Oron, no cantão de Vaud. Tem 1,66 km² de área e sua população em 2018 foi estimada em 374 habitantes.